# Christine Jacobs-Wagner
Christine Jacobs-Wagner (* Dezember 1968 in Belgien) ist eine belgisch-amerikanische Biologin (Mikrobiologie, Zellbiologie) an der Stanford University. Ihre Forschungsgebiete sind die innere Organisation (Cytoskelett, Zellpolarität, räumliche Genomverteilung) von Bakterien, insbesondere im Hinblick auf deren herausragende Vermehrungsfähigkeit, deren Morphogenese und Zellzyklus. Modellorganismen sind Escherichia coli, Caulobacter crescentus und Borrelia burgdorferi.
Jacobs-Wagner erwarb an der Universität Lüttich 1991 einen Master und 1996 einen Ph.D. in Biochemie. Als Postdoktorandin arbeitete sie bei Lucy Shapiro an der Stanford Medical School, bevor sie 2001 an die Yale University ging, wo sie 2003 einen nach Maxine F. Singer benannten Stiftungslehrstuhl erhielt. Seit 2008 forscht sie zusätzlich für das Howard Hughes Medical Institute. 2019 wechselte Jacobs-Wagner zurück an die Stanford University. Hier hat sie eine nach Dennis Cunningham benannte Professur für Biologie, Mikrobiologie und Immunologie inne.
Christine Jacobs-Wagner erhielt 2011 den Eli Lilly and Company-Elanco Research Award. Sie ist Mitglied der National Academy of Sciences (2015), der Mitglied der American Academy of Arts and Sciences (2024) und der American Academy of Microbiology (2017). Laut Datenbank Scopus hat sie einen h-Index von 44 (Stand Januar 2025).